# Козачки (Хмельницький район)
Коза́чки — село в Україні, у Летичівській селищній громаді Хмельницького району Хмельницької області. Населення становить 568 осіб.

## Розташування
Село Козачки розміщене на південь від центру територіальної громади м. Летичів на віддалі 8 км, від обласного центру м. Хмельницький — 50 км.
Найближчі залізничні станції:
- Комарівці — на віддалі 12 км у південно — східному напрямку.
- Деражня — на віддалі 15 км у південному напрямку.

Село Козачки межує з такими селами:
- Осикове — на віддалі 4 км з південного заходу.
- Російська Буда — на віддалі 5 км з південного заходу.
- Малаковщина — на віддалі 5,5 км з південного заходу.
- Снітівка — на віддалі 7 км з заходу.
- Анютино — на віддалі 3,5 км з південного заходу.
- Залетичівка — на віддалі 7 км з півночі.
- Грушківці — на віддалі 6 км з північного сходу.
- Варенка — на віддалі 3 км з північного сходу.
- Городище — на віддалі 4 км з південного сходу.
- Старий Майдан — на віддалі 4 км з південного заходу.

## Рельєф
Розміщується село в центральній частині Волинсько — Подільської височини, Подільського плато, тому рельєф населеного пункту досить горбистий. Серед зовнішніх рельєфоутворюючих чинників найбільше значення має діяльність поверхневих вод. Водна ерозія (розмив і змив відкладів текучими водами опадів) утворює промоїни, яри, балки, долини з пологими схилами. Змив відкладів призводить до виположування схилів та вирівнювання поверхонь. Мікрорєльєф виражений неглибокими «блюдцями» і видолинками. По витоках річки Згар є своєрідні зниження, низини і долини.
У східній частині села розміщується довга долина — берег, який тягнеться від Старого Майдану до Варенки. Цією долиною тече річка Безіменна, яка є витоком річки Згар. (Згар — річка довжиною 95 км, права притока Південного Бугу. Площа водозбірного басейну 1170 км². Похил 0,91 м/км. Долина трапецієподібна, завширшки 4 км, глибиною до 30 м. Заплава двостороння, у верхів'ї заболочена, шириною 50-100 м, до 2,5 км на окремих ділянках. Річище розчищене і відрегульоване на значному відрізку. Стік урегульовано водосховищами і ставками. Бере початок біля с. Козачки. Тече територією Летичівського району Хмельницької області та Літинського, Жмеринецького, Калинівського районів Вінницької області). Долина заболочена. У жарку погоду літом витоки річки висихають і значна частина долини використовується як сінокіс і лише в центральній частині, біля так званої Гарбарської гори, розміщується ставок. До цієї долини приєднується дві коротких долин, що тягнуться з державного лісового фонду. На цих долинах теж розміщуються ставки, народна назва яких, Брильський і Вгорський. Одна долина перетинає дорогу, що веде до села Осиково інша перетинає дорогу, що веде до села Старий Майдан.
Дві довгі вулиці йдуть невеликими підвищеннями в напрямку до села Снітівка. Господарство селянської спілки розміщується теж на підвищенні, від якого в усі сторони розташовуються балки, а в сторону села Анютино — широка долина, що веде аж до річки Вовк. Село Козачки майже з усіх сторін оточено лісами, які розступаються лише дорогою до м. Летичів.

## Водойми
Територією села протікають витоки річки Згар, а на цих витоках розміщені ставки: Гарбарський — 11,55 га, Угорський −3,98 га і Брильський — 4,29 га.

## Корисні копалини
Корисні копалини на території села представлені тільки будівельною глиною і піском. На заболочених долинах є незначні запаси торфу, який можна було використовувати як добриво на полях. Як паливо він не використовувався. На глибині 100 м виявлено потужний шар сірого граніту. Подальша розробка родовища не велася зважаючи на велику глибину залягання граніту.

## Клімат
Територія села Козачки має помірно-континентальний клімат з теплим літом, м'якою зимою і достатньою кількістю опадів. Він сформувався під впливом різноманітних чинників. Головним з них є географічна широта, з якою пов'язана висота Сонця над горизонтом і величина сонячної радіації. Висота Сонця над горизонтом на території села в червні в полудень досягає 63-65°, у грудні — 16-18°, а в рівнодення — 39,5-41,5°. Тривалість дня змінюється від 8 до 16,5 години.
Неоднакові показники висоти Сонця над горизонтом та зміни хмарності протягом року впливають на зміну сонячної радіації від 130 кал/см² в грудні до 530 кал/см² в червні, досягаючи за рік 101 ккал/см².
Село розміщене в глибині материка, і тому на клімат мають вплив континентальні повітряні маси, які приносять суху погоду. Взимку сюди доходить повітря Сибірського антициклону, яке приносить холодну погоду, а влітку має вплив Азорський максимум. Навесні і на початку осені на територію села проникає арктичне повітря, яке приносить різке похолодання.
В усі пори року територія села перебуває під впливом циклонів, які формуються над Атлантичним океаном. Влітку вони зумовлюють значну хмарність, опади, зниження температури повітря, а взимку — потепління, відлиги, снігопади.
Найтепліший місяць — липень, найхолодніший — січень. Влітку найвищі середні температури повітря спостерігаються (18,8°-19,3°С). Середні січневі температури повітря найнижчі (-5,4°С).
Вторгнення континентальних повітряних мас приводить до значних коливань температури повітря в усі пори року. Влітку повітря може нагріватись до +39°С (абсолютний максимум), а взимку охолоджуватись до −34°С (абсолютний мінімум).
На території села випадає достатня кількість опадів (530—670 мм на рік). Найбільша кількість опадів випадає влітку, найменша — взимку. В літній період часто бувають зливи, грози, іноді — град. Сніговий покрив утворюється в другій половині грудня і тримається, переважно, до першої декади березня. Товщина його незначна (10-15 см).
Протягом року над територією села дмуть переважно північно-західні і північно-східні вітри. Вони мають і найбільшу швидкість. Влітку переважають північно-західні і західні вітри, а взимку — північно-західні і південно-східні. Взимку їх швидкість більша, ніж улітку. Кількість днів з тихою погодою влітку майже в півтора раза більша, ніж узимку. Чітко виділяються пори року. Кожна з них має свої особливості. Зима коротка і м'яка, з частими відлигами. Вона триває 110 днів. Кількість днів із сніговим покривом досягає 75-95. Відлиги і різкі коливання температури повітря часто наносять шкоду озимим культурам.

## Фауна і флора

### Рослинний світ
На ділянці витоків р. Згар природні рослинні угруповання збереглися у найменш порушеному стані. Спостерігаються угруповання вільхових лісів, зарості верб, вологих лук, боліт, прибережно-водна рослинність.
У вільховому лісі зустрічаються угруповання гадючника оголеного, домінує гравілат річковий, зустрічаються розрив-трава звичайна, щучник дернистий, сідач коноплевий, хвощ лучний, кропива дводомна, підмаренник чіпкий, дутень ягідний тощо.
Уздовж вузького русла спостерігаються коридорні зарості верб білої, попелястої, вушкатої подекуди зустрічається верба кошикова та козяча.
Луки, особливо сінокосні, мають непорушений трав'яний покрив та багатий видовий склад. Переважає костриця лучна, тонконіг лучний, осока шорстка, тимофіївка лучна та лисохвіст лучний. Значна частка припадає на жовтець їдкий, кмин звичайний, подорожник звичайний, конюшину повзучу та кульбабу лікарську. Зустрічаються також конюшини лучна, хмельоподібна та середня, гірчак зміїний, чина лучна, гребінник гребінчастий та багато інших — загалом понад 50 видів.
На пониззях формуються угруповання з переважанням осоки гострої, калюжниці болотної та хвоща лучного, костриці лучної.
На пасовищах травостій низький, (до 5 см заввишки) з проективним вкриттям 70-80 %, складений видами, найстійкішими щодо витоптування (конюшина повзуча, подорожник великий, райграс багаторічний, пирій звичайний, спориш звичайний тощо), зростають також кульбабочки осінні, роман собачий, стенактис однорічний, гикавка сіра, жовтець несправжньо бульбистий, суховершки звичайні. Вирізняються поодинокі рослини або плями з вкриттям до 60 % будяка кучерявого.
На болотах на знижених перезволожених місцях зустрічається комиш лісовий, лепешняк великий, рогіз широколистий та вузьколистий, осока прибережна та гостра, півники болотяні, живокіст лікарський, гірчак, незабудка болотна тощо.
Серед листяних дерев наших лісів с. Козачок досить поширеним є дуб звичайний, граб звичайний. Найчастіше зустрічається береза бородавчаста, або повисла і береза пухнаста. Справжньою окрасою наших лісів є клен гостролистий та липа. Досить звичайними лісах є ясен звичайний, верба, вільха. На галявинах і узліссях можна зустріти горобину звичайну. Досить поширеними є ліщина звичайна, калина, шипшина собача, барбарис звичайний, ожина, бузина чорна, бузина червона і бузина трав'яниста.
У весняну пору, коли ліс ще не поспів одягнутися в пишне смарагдове вбрання, особливо в її погожу днину, відкривалася неповторна картина масового строкато-барвистого шумовиння білого, ніжно-блакитного, світло — i темно — бузкового, соковито-зеленого, кремово-жовтого кольорів. Таким є синузія ранньовесняної квітучої флори, серед якої, ряст ущільнений, ряст порожнистий, підсніжник білосніжний, зірочки жовті, анемона жовтецева, пшінка весняна, зубниця залозиста, печіночниця звичайна, розрив-трава, проліска, мати-й-мачуха, ряст, медунка, фіалки, сон, первоцвіт весняний, петрів хрест лускатий, чина весняна, розхідник плющоподібний. Найцікавішими у травні є конвалія звичайна, купина лікарська, горлянка повзуча, веснівка дволиста, суниці лісові.
Червень відзначається масовішим цвітінням трав'янистих рослин. В цей час можна побачити вероніку діброву, рідкісні рослини — любку дволисту, зозулині черевички, а також дзвоники, гвоздику дельтоподібну, звіробій.
У липні кількість цвітучих рослини зростає. В цей час можна побачити такі рослини як: енотера, пижмо, перстач, очисток, мальва, іван-чай, золототисячник. Розкішні в середині літа папоротеві.
Ліси багаті на ягоди, гриби, плоди дикорослих рослин, лікарські рослини. В лісах ростуть білі гриби (боровики), рижики, підберезовики (козарі), підосичники (червоноголовці), маслюки, лисички, сироїжки, опеньки та ін. Ростуть найнебезпечніші отруйні гриби бліда поганка і мухомор зелений. Поширена груша, яблуня, черешня, обліпиха, шипшина, ліщина, терен, глід, суниця, малина, ожина, смородина, калина. Ліси багаті на такі лікарські рослини, як валеріана, фіалка триколірна, шавлій, дурман, кульбаба, материнка звичайна, барвінок малий, лепеха звичайна, живокіст лікарський, оман високий, ромашка, м'ята перцева, меліса, золототисячник, кропива дводомна, чистотіл, звіробій, подорожник великий, цикорій дикий, спориш звичайний, конвалія, цибуля ведмежа, тирлич жовтий та ін. Більшість лікарських рослин росте в природних умовах, деякі — культивуються селянами.

### Тваринний світ
Козачанські ліси повним правом вважаються своєрідним природним звіринцем. Найбільше (понад 36 процентів) дрібних ссавців — комахоїдних та рукокрилих. З дрібних ссавців поширені водяні щури і пацюки, європейський та крапчастий ховрахи, сірий хом'ячок, звичайний хом'як, сліпаки, білозубка білочерева, ласка та багато інших. Чимало тут мишовидних гризунів — хатня, польова, жовтогорла миші, полівка європейська. В урочищах лісу «Запуст», «Дубина» і дуже рідко «Ярі» живуть сарна і свиня дика, лось, а серед хижаків, куниця і ласка. Вздовж витоків річки Згар час від часу заходить ондатра.
Із представників Червоної книги, тут можна зустріти борсука, бурозубку альпійську. Серед кажанів 3 види вважаються дуже рідкісними. На «Вгорському» і «Грабарському» ставках знаходить сприятливі умови видра. Рідкісними стали борсуки. Зменшилось і поголів'я такого хижого звіра, як вовк.
Водяться
земноводні: трав'яна та гостроморда жаби, квакша, червоночерева кумка, сіра та зелена ропухи, звичайні та гребінчасті тритони;
плазуни: прудка та живородна ящірки, веретільниця, звичайний та водяний вужі, звичайна гадюка і спорадична мідянка,
ссавці: зайці-русаки, мідиця звичайна та мала. Їжаки, соня лісова, підковик малий, широковух європейський, тхір лісовий, заєць сірий, лисиця руда, лилик двоколірний, підковик великий та ін.
Козачанські ліси є природною домівкою для багатьох представників пернатого світу. Тут зустрічаються горлиці — звичайна й кільчаста, сова сіра, шпаки, велика синиця, щиглик, зяблик, костогриз, болотяна гаїчка, соловейко, сойка, сорока і сорокопуд-жулан. Улітку можна почути спів дрозда, зеленяка, вивільги, червоноголової кропив'янки, зозулі. На відкритих ділянках селяться одуд, перепілка та сіра куріпка, а біля ставків — деркач, погонич, біла плиска, кулик-чайка, крячок річковий. Чимало тут мешкає інших птахів: вівсянок, блакитна, велика синиць, повзиків, бджолоїдка звичайна, сиворакша, серпокрилець чорний, грак, сіра ворона, хатній та польовий горобці, сільська та міська ластівки, а з рідкісних сич волохатий, пугач і інші види сов, дрозди, щеврики та ін. Типовими видами птахів штучно насаджених хвойних ділянок лісів, припутень, тинівка лісова, синиця чорна, синиця блакитна та корольок жовтоголовий.
Видовий склад птахів залежить і від пори року. Під кінець золотої осені з сумом кружляють над рівними місцями щебетливі ластівки, лелеки, шпаки. Покидають безлисті ліси горлиці й припутні, зозулі й щеврики, вивільги й вівчарики. Залишаються вірними лісам Козачок і в холодну зимову пору синиці, гаїчки, корольки, повзики, чижі, дятли, яструби, сови, сірі куріпки, воронові; ссавці: вовки, зайці-русаки, сарни європейські, лосі, звичайні та малі бурозубки. Їжаки, жовтогорлові, лісові і польові миші, лісові полівки, лісовий вовчки, малий підковоніс, європейський широковух, степовий тхір, заєць русак, рябий ховрах, звичайний хом'як, звичайна полівка.
На сонячних галявинах приходилось милуватись граціозними сарнами (дикими козами), а чимало тут було хижин хитрої лисиці, особливо на «Лисячій горі». На цій горі було біля сотні лисячих і борсукових нір. Домівкою для білок і ласки були ділянки дубового лісу.
Весняні мелодії високо в блакиті неба виводить жайворонок. А трелі солов'я у поєднанні з духм'яністю конвалії травневої залишають незабутній спомин перебування у Козачках.

## Опис
Від центру села (Вигону) розходяться п'ятьма променями вулиці по пагорбах, які отримали назву ще здавна: Фільварок, Вигін, Кудинка, Собачанка, Причепа, Випханка, Савіцьки. Кожна вулиця має свою історію походження. Центр села — (народна назва «Вигін», сюди колись селяни вранці вигонили худобу до пастухів) розміщується на невисокому підвищені, звідки в усі сторони розходяться вулиці. Фільварок — бо тут знаходилося господарство поміщика. Кудинка — бо тут знайшли собі притулок жителі із розгромленого татаро-монголами міста Кудин. Собачанка бо були тут найзліші собаки, щоб вберегти від злодіїв нажите добро. Причепа, бо, ніби причепилася вулиця до села. Випханка, бо ніби село витіснило крайню вулицю. Савіцьки, бо жили тут найзаможніші в селі люди з таким прізвищем. Пагорбами йдуть головні вулиці села, а між ними провулки, закутки, вони розміщені не планово. Ніхто їх не планував, а з давніх-давен село складалося само по собі. Для кожного козачанина відомі такі урочища як Червона (бо земля була червоною від крові під час битви з татаро-монголами).
У самому центрі стоїть пам'ятник-меморіал землякам, які загинули в період Німецько-радянської війни (1941—1945 рр.) Через дорогу-Будинок культури, далі будинок побуту, бібліотека, медпункт і адміністративний будинок, у якому розмістилася сільрада, правління селянської спілки, пошта. Недалеко-сільмаг, ясла-садок. Центральна вулиця — Фільварок, на цій вулиці стоїть місцева середня школа, яка розмістилася у двох будинках з великим садом. Збоку стоїть двоповерховий будинок для вчителів, а далі, у кінці вулиці розкинулося багатьма будівлями господарство селянської спілки.

## Історія

### Найдавніші часи села Козачки
Територія на якій розміщено село Козачки була заселена з найдавніших часів. Про заселеність нашої території в давні часи свідчать кам'яні знаряддя праці первісної людини, які було знайдено у великій кількості на території нашого села. Так, учень Козачківської середньої школи Колесник Данило у 1961 р. на своєму городі знайшов просвердлену кам'яну сокиру і ручне зубило. В 1962 р. під час завезення піску на шкільний майданчик, було знайдено половину такої ж кам'яної сокири (піскові залежи біля Гарбарської гори). На полях і городах жителями села знайдено ручні зубила, гостро наконечники, проколки, уламки кам'яного серпа та інші знаряддя праці стародавньої людини. Такі знахідки свідчать про те, що на цій території людина жила більше 300 тисяч років тому.
За народними переказами засновники села були вільні запорізькі козаки, які мали хутори в оточувальних село лісах. На околиці села ще в 1906 році було видно вали і кургани з ледь помітними кам'яними хрестами.
Запорожці, котрі звільнилися від козацької служби, осідали на постійне місце в зимівниках, на хуторах. Козаки — зимівники мали приватні господарства, обробляли землі, випасали худобу, займалися бджільництвом, але продовжували шанувати козацькі закони і звичаї. Один з них, як відомо, вимагав, щоб в зимівниках не водилося жінок. Тривалий час їх там і не було. Лише в останній період козацької доби почали козаки оселятися з жінками. Січовики зверхньо ставилися до тих, хто залишив військовий стрій, висміювали їх, кепкували: «Їм не шаблею здобувати, а гречку сіяти». Звідси назва гречкосії, ті що поженилися — баболюби. Проте баболюби зберігали вірність козацьким обов'язкам.
В мирний час вони постачали братчикам продовольство. Але коли козаки потребували військової допомоги, сповіщали про це пострілом гармати або гінцями. Кинувши сім'ю і господарство, вони поспішали на поміч січовому товариству. Так сталося з козаками хутора Козачий. Під час нового походу проти поляків у 1637 році селянське — козацьке військо, яке під проводом Богдана Хмельницького проходило цією місцевістю, козацькі баболюби пішли у військо Хмельницького.

### Назва
Перші згадки про жителів даної території відносяться до середини 17 століття і пов'язані з героїчною національно — визвольною боротьбою українського народу під проводом Богдана Хмельницького проти польських магнатів. В історичних документах згадується, що в 1649 році війська Данила Нечая захопили Новокостянтинів, Летичів, Меджибіж і навколишні села, у тому числі і хутір Козачий. Під час нового походу проти поляків в 1651 році селянське — козаче військо Богдана Хмельницького захопило Бар, Вовковини (Вовковинці), Закревський Майдан. Вільні жителі хутора Козаче приєдналися до козацького війська. З кожного двору до війська пішли чоловіки, а жінки — козачки залишились вдома. У зв'язку з цим за хутором закріплюється нова назва — Козачки.

### Козачки у складі Речі Посполитої
Після поразки під Берестечком у 1651 року через зраду кримськими татарами Б. Хмельницького його козацьке військо змушене було відступити. 17 вересня 1651 року, після укладення Білоцерківського миру, територія Поділля була віддана полякам. Хутір Козачки попав у залежність від польського магната Потоцького, який у цьому ж 1651 р. віддав його в оренду пану Закревському. З 1651 р. по 1672 р. село перебувало під владою Потоцьких. Великого лиха зазнали жителі села від частих нападів кримських татар і турків. Так у 1672 р. війська кримського хана Магомета IV вдерлися в село. Поселення спалили, багато жителів убили, багато вивезли в рабство. На село татари нападали в 1699—1703 роках.
З 1673 року по 1780 рік село експлуатували польські пани Вольські, князі Вишневецькі. В 1788 році була збудована церква, у якій ксьондз і монахи насаджували селянам католицьку віру. Політична анархія в Речі Посполитій, невизнання соціальних прав за залишками місцевого українського козацтва, свавілля місцевих панів та євреїв-орендарів, економічні визиски селян, що, наростаючи, поєднувалися з релігійним фанатизмом католицького та греко-католицького духівництва, — все це протягом тривалого часу живило діяльність повстанських загонів.
До 1734 року всі гайдамацькі загони творились стихійно і діяли нескоординовано, кожний сам про себе. Першу спробу з'єднати всю дію гайдамаків і перетворити її в планове всенародне повстання зробив в 1734 році сотник Верлан.
В 1734 році на чолі зриву став Верлан — сотник надвірної міліції князя Любомирського у Шаргороді. Як «наказний полковник» Верлан видав відозву до всього населення правобережної України, закликаючи його, до повстання: «Прийшов наш час, громадяни, що живете в шляхетських, королівських, чи церковних маєтках: час визволення з шляхетського ярма і звільнення від тягарів, які накинули на вас ваші пани. Бог зглянувся з високого неба на вашу недолю. На ваші сльози й терпіння, вислухав ваших молитов, послав вам захисників, що помстять ваші кривди. Ставайте на допомогу тим, що взялись захищати вас і ваші права. Настала пора зажадати від ворогів розплати за ваші кривди, биття, муки, нечуване здирство, що їх ви зазнавали від них досі. Посилаємо вам провідників, яким треба довіряти і за якими треба йти зі зброєю, яку хто має. Залишайте хати, жінок, ваших коханих дітей, а не пожалієте того, бо скоро вже переконаєтесь, що Бог призначив для вас перемогу і станете всі вільними людьми, як знищите те гадюче плем'я ваших панів, що досі ссуть вашу кров. Ми вже й давніше закликали вас, але ви не вірили в успіх; тепер можете повірити, коли ваші брати почали успішне звільнення з неволі і з цього ярма в Україні і Поділлі. Кличте Бота на рятунок і єднайтеся з нами, щоб помогти».
В 1734 році селяни села Козачки брали активну участь у селянському-гайдамацькому повстанні.
Повстанці здобули декілька перемог над польськими загонами. Селяни нападали на маєтки. Розоряли їх і мстилися гнобителям.
Головні повстанські сили були зліквідовані зимою 1734—1735 років.
За селом Козачки в лісі є урочище. яке досі носить назву Гайдамацький Яр. В селі Залетичівка є кілька прізвищ Гайдамаки, а в селі Козачки прізвище Кривонос.
З 1781 року селом володіли пани Бобрецькі. Влада Бобрецьких над селом тривала до переходу Поділля під владу Росії.

### Козачки у складі Російської імперії
У 1792 році село Козачки належало міщанину міста Летичева Кузьменкову. Так в архіві Південно-Західної Росії ч.6 т.2 згадується село Козачки у польських документах: Прошення подано в Летичівську старосвітську економію міщанкою Марією Іванівною Кузьменковою в тім, щоб економія її залишилася «во владении хутором Козачки, принадлежавшее ее мужу, незаконно отнятого у нее по приговору Летичевского магистрата, а также о том, чтобы єкономия уволила ее от чинника, приняв во внимание бедность просительницы и заслуги ее мужа. Дворянин Бернатович, управляющим старостатством, предписивает оставить Кузьменковой во владение хутор и собрать справки о ее несостоятельности» (1792 год 7 августа).
У 1793 р. Пруссія і Росія провели другий поділ Польщі, за яким до Росії відійшла територія Поділля. Але після приєднання до Росії становище селян не покращилося. Польський гніт був замінений гнітом царських кріпосників і українських поміщиків.
Втрата власної держави позначалася на всіх сферах життя українського народу. Україна стала вотчиною поміщиків, а більшість козаків зубожіли й потрапили у кріпацтво. В Україні стали домінувати типові для кріпосницької Росії порядки.
Поміщики села Козачки зосередили у своїх руках понад 70 % усієї землі. Щоб збільшити прибутковість своїх господарств поміщики посилювали експлуатацію селян: підвищували норму панщини (так звана «урочна» система — щоденне завдання на день «урок») або розширювали свої землі за рахунок віднятих у селян наділів. Це розоряло селянські господарства. Збільшувалася кількість пограбованих поміщиками безземельних селян. Частину з них поміщики перетворювали на слуг або в двірських робітників, віддавали в наймання іншим поміщикам сусідніх сіл. В Козачках до середини 40-х років XIX ст. майже три чверті поміщицьких селян зубожіли так, що вже не мали ні робочої худоби, ні інвентарю для польових робіт.
Свої землі поміщики часто здавали в оренду купцям і заможним селянам. Особливо жорстокими орендарями були так звані посесори, що отримували в тимчасове розпорядження державні землі разом із приписаними до них селянами. Селян при цьому не звільняли від подушної податі державі, на оплату якої йшла майже половина селянських доходів.
До середини XIX ст. із середовища селянства виділилися сільські багатії — куркулі, власники млинів і маслобоєнь.
В історії боротьби подільських селян проти кріпосництва періоду 1812—1825 років майже всі найголовніші події пов'язані з ім'ям Устима Кармелюка, у якому широкі селянські маси вбачали свого захисника. Поміщик, побачивши в Кармелюку небезпечного бунтаря, поспішив відправити його в солдати. Однак, він утік у рідні місця, де з таких же втікачів-селян і солдатів організував повстанський загін.
Повстанці нападали на поміщицькі маєтки, корчми, двори заможних селян, роздавали їхнє майно і гроші бідним селянам. Кілька разів Кармелюка арештовували, п'ять разів він тікав із війська, заслання і каторги. Щоразу, повертаючись у рідні місця, Кармелюк знову збирав повстанські загони і поновлював боротьбу. Антикріпосницький рух селян під його керівництвом тривав майже чверть століття. За період повстанської боротьби з 1812 р. до 1835 рр. бойові загони Кармелюка здійснили понад тисячу нападів на поміщицькі маєтки. У цих нападах брало участь не менше 20 тис. повстанців. Кармелюк був убитий із засідки у 1835 р.
У численних слідчих матеріалах і судових актах першої половини 19 сторіччя селяни, учасники повстань проти кріпацтва, фігурували як розбійники, злодії. Складали ці акти царські чиновники судових і адміністративних установ Поділля, які до боротьби селян ставилися вороже. Вони намагалися скомпроментувати боротьбу Кармалюка і учасників цього руху для сучасних і майбутніх поколінь. Кармалюк жив і діяв в Летичівському районі, бував в навколишніх селах, лісах Козачок. Тут є дуб Кармалюка, криниця Кармалюка. Він допомагав бідним селянам і карав поміщиків, які знущалися з селян.
В адміністративному відношенні село відносилося до Війтовецької волості Летичівського повіту, що були утворені у 1793- 94 рр.
У 1794 році поляки повстали під проводом Костюшки проти Росії. Придушивши це повстання і провівши третій поділ Польщі, Катерина 11 вирішила провести новий адміністративно-територіальний поділ і утворила Подільську губернію. До того часу Поділля, у тому числі й Козачки, належало магнату Чарторийському. Після придушення польського повстання, землі Чарторийського були передані Катериною 11, російському графу Моркову Іраклію Дмитровичу, від якого село Козачки за спадщиною перейшло до князя Голіцина, а в останнього успадкував князь Оболенський. Близько 1881 року князь Оболенський передав село Ільчевському, від якого маєток перейшов до Крижанівського, потім у 1882 році до Селунського — полковника царської армії у відставці.
Граф Морков І.Д побудував у Війтівцях (зараз Грушківці) кам'яну церкву, а дерев'яну передав в село Козачки. Церква в Козачках була побудована в 1787 році на честь «Рождества святої богородиці». Прихожан в Козачках було: чоловіків — 625, жінок — 612. Церква була на кам'яному фундаменті і розміщена в центрі села, дзвіниця дерев'яна. Іконостас був дерев'яний, триярусний, дощатий, пофарбований олійною фарбою. Різьба і царські ворота — позолочені. Під церквою стояв гарний мармуровий пам'ятник князю Оболенському Володимиру Андрійовичу. В 1932 році вночі пам'ятник було перекинуто комуністами, під ним відкрито склеп, у якому лежав прах князя і забрано усі коштовні золоті і срібні речі. Після цього церкву розібрали (голова сільської ради Байда Полікарп, голова колгоспу Войтина Селефон). Матеріал з церкви використано на побудову колгоспних будівель.
В середині XIX ст. в селі з'являється млин, олійня, драчка, гуральня, корчма. Проте більшість селян продовжували молоти зерно на ручних жорнах, які служили одночасно і драчкою. На кошти селян у 1889 році була побудована церковно-приходська початкова школа при священникові Миколі Шаравському для сільських дітей з трьох-річним терміном навчання. Першим учителем була його дочка. Школою завідував священник і учитель був у повній залежності від нього. Сільських дітей навчали лише читати, писати, виконувати арифметичні дії. Головним предметом був Закон Божий (звичайно діти управителя, писаря навчалися в повітовому училищі в Летичеві, а діти Салунського в Одесі). Школа розміщувалася у звичайній сільській хаті, яка стояла у центрі села між церквою і хатою Короля Івана. Школа складалася з двох кімнат, в одній з яких розміщувався клас, де навчалися одразу три навчальні групи, а в другі кімнаті знаходилася учительська. В класі навчалось одночасно до 60 учнів. Діти сиділи один біля одного на двох лавках за низькими такими ж довгими столами. Писали учні грифелями на грифельних дошках. Навчання проводилося російською мовою. В класі висіла лише дошка для рішення задач. Вчителькою була дочка місцевого священика Гардзієвсяка Ольга, а головний предмет, Закон Божий, викладав сам священник Гардзієвський. В школі широко використовувалось фізичне покарання учнів. Із записаних свідчень колишнього учня цієї школи Ф. О. Колесникова «священик Гардзієвський навіть за запізнення бив учнів квадратною лінійкою, ставив на коліна на горох чи гречку, давав тримати на витягнутих руках 2 — 3 важких книжки». Школа давала дуже низькі знання. Так з 12 випускників тільки двоє — Колесніков і Ставінога за успішністю могли вступити до Летичівської гімназії. Та й то Колеснікова не прийняли через те, що він був із бідної сім'ї. Про низький рівень освіти в дореволюційних Козачках свідчить той факт, що коли в 1916 р. родичам Колеснікова потрібно було написати прохання командуванню навчального загону Чорноморського флоту, то в Козачках не знайшлось жодної грамотної людини крім поміщицького сина Георгія Салунського. Переважна більшість жителів села була зовсім неграмотною.
Помістя Салунського було розміщено в центрі села. Складалося воно з двох будинків, що стояли на території подвір'я, де тепер знаходиться середня школа. В одному будинку жив син пана — Георгій Салунський з сім'єю, а другий належав батькові — пану Олександру Салунському. В селі Козачках Салунському належало близько 3 тисяч десятин землі, 2/3 якої було покрито лісом і лише 1/3 частина орної землі. Між масивами панської землі розміщувались невеликі ділянки селянської землі. Якщо Салунському належало близько 3 тисяч десятин землі, то другому поміщику Шпіркану — 340 десятин, то всім селянам (приблизно 200 дворів) належало всього 890 десятин, у середньому по 4,1 десятини на селянську сім'ю. А коли взяти до уваги, що в селі було близько 15 заможних сімей, що мали земельні ділянки по 30 — 40 десятин, то на бідняцькі сім'ї припадає ще менше. Маєтком Салукського керував його син Георгій і управитель Чубер. Господарство пана було багатогалузевим — вирощували зернові, займалися тваринництвом, бджільництвом, а також лісове господарство. Землю обробляли батраки і вільнонаймані селяни, які працювали за половину (коли земля здавалася в оренду) і за грошову плату.
Як же жилося селянам? Про це розповідають старі жителі нашого села: Колесніков, Коваль, Дідик. Ось наприклад: Колесніков служив у пана на поденних роботах (доглядав дві пари коней, рубав дрова, носив воду, палив в грубках). За роботу він утримував 3 карбованці в місяць (на своїх харчах). Поміщик Салунський найманим селянам платив дуже мало, а саме: орачеві, косареві, молотильнику — 35−40 коп., їздовому — 20 коп., в'язальниці снопів — 15 коп., при згортанні сіна — 10 коп. Робочий день тягнувся від сходу до заходу сонця. За відставання в роботі поміщик часто застосовував штрафи. Частину своїх земель(самих неродючих) Салунський здавав в оренду за половину. Врожай на таких землях був дуже низьким. Селяни цю землю повинні засіяти своїм насінням, обробити її, зібрати врожай і тільки тоді пан одержував свою половину. Крім зернового господарства Салунський мав більше 100 голів худоби, 150—200 голів свиней, 40 — 60 пар коней.
Друга частина земель належала поміщику Якову Аркадійовичу Шпіркану, землі якого і ліс розміщувався в урочищі Червона.
Переважна частина селян займалася землеробством. Важке економічне становище жителів Козачки штовхало їх на боротьбу проти поміщиків. Незадоволені своїм економічним становищем селяни часто піднімали бунти. В 1907 р. відбувся бунт в маєтку поміщика Салунського. Для придушення цього бунту приїхав повітовий староста Губенко. Агітаційну роботу серед селян вів житель с. Козачки — Ковальчук Денис, який за спогадами Ільчишиного Дмитра, розповсюджував заборонену царським урядом літературу. Він був зв'язаний з революціонерами Літина. В період столипінської реакції в с. Козачки істотних змін не сталося. Селяни з недовірою віднеслися до цього заходу царського уряду і почали шукати кращої долі в інших країнах.
Багато козачан поїхало у далеку Америку. Вони дуже сумували за рідною домівкою. На вихідні дні земляки зустрічалися у церкві, обмінювалися новинами із домівок, співали українських пісень. У США виїхали і залишилися там Кусторовський Повло Данилович із дружиною Кусторовською (Кулик) Яриною Антонівною, Кусторовський Янко Герасимович із дружиною Кусторовською (Юрковська) Софія, Кусторовський Юзеф Герасимовмч, Кусторовський Степан Блажкович, Ільчишин Оверко, Дідик Кіндрат з дружиною інші, а також ті, які вирішили повернутися в рідне село, а саме: Кошелюк Артем Тимофійович, Брила Трохим Станіславович, Брила Тодос Карлович, Брила Антон Карлович, Степан Буга, Дідик Федор Юхтимович https://www.libertyellisfoundation.org/passenger-result [Архівовано 11 Травня 2015 у Wayback Machine.]. Коли почалася перша світова війна їм обіцяли, що вони повернуться до своїх родин, віддадуть родинам зароблені у далекому краї кошти. Але тільки корабель прийшов у Лібау (порт в Прибалтиці), як у всіх прибулих чоловіків забрали заробіток і зразу відправили на фронт. Всі заробітки пропали.
Перша світова війна ще більше загострила відносини селян з існуючими порядками. Понад 50 чоловік було мобілізовано в царську армію в тому числі Ільчишин Д., Красний О., Красний В., Іванков Я., Стрілець М., Кусторовський Михайло. За героїзм проявлений на фронтах Стрілець М. був нагороджений трьома Георгієвськими Хрестами I, II, III ступенів.
В кін. XIX ст. село було відомим центром дерев'яної іграшки.

### Козачки під час Визвольних змагань 1917—1921
У лютому 1917 року у селі був мітинг на підтримку Тимчасового уряду.
7 (20) листопада 1917 року, відповідно до Третього Універсалу Української Центральної Ради, увійшло до складу Української Народної Республіки.
Одразу після жовтневого перевороту було розгромлено та розграбовано поміщицький маєток.
У травні 1918 року с. Козачки перейшли під контроль влади гетьманців, а у листопаді 1918 року більшовики окупували село та проголосили Летичівську радянську республіку.
У січні 1919 року Директорія звільнила повіт. У другій половині березні 1919 року село знову було окуповане більшовиками, під командуванням В.Примакова. Проте, у червні 1919 року відновлюється влада Директорії і на землі повіту знову приходять УНР, але вже в середині липня 1919 року село окуповують підрозділи більшовиків, а саме 1-го Богунського полку.
У квітні 1920 року в Летичівський повіт і в Козачки прийшли польські війська. У середині липня 1920 року тут знову відновлюється радянська окупація.

### Радянська окупація
Початок радянської окупації приніс початок грабунку селян та боротьби з релігією.
Особливо дошкульною була продрозкладка. Продрозкладка — система державних заготівель сільськогосподарських продуктів у 1918—1921 рр. Суть її полягала у тому, що всі лишки хліба та інших сільськогосподарських продуктів підлягали обов'язковій реквізиції органами Радянської влади.
…державний узаконений грабіж, названий науковим терміном «продрозверстка», розпочатий ще 1917 року. І з кожною новою інтервенцією Красної армії в Україну, тобто в 1918, 1919 та 1920 роках система, постійно грабуючи, зазнавала відповідного удосконалення, тому вже в 1919 році для «продразверстки» Красній армії було надано спеціальні підрозділи, які призначалися для вилучення хліба і сільгосппродуктів у населення після зайняття території. Природно, що ці дії викликали опір з боку українського селянства. Тож аби зламати опір селян, об'єднаних у повстанські загони, уряд і партія більшовиків взяли на озброєння у війні проти українського селянства стратегію голоду.

<…>…другим етапом стратегії голоду було заселення спустілих сіл переселенцями з Совєтської Росії.
До селянських господарств, які не виконували продрозкладки, застосовувались подвірні обшуки, практикувався виклик у комісію для звіту. На воротях садиби селянина, який не впорався з нормою продрозкладки, вивішували табличку: «Тут живе ворог Радянської влади, котрий не здав хлібних лишків». На селянські господарства, які приховували лишки хліба, накладались штрафи, їх майно конфісковувалось. Злісні приховувачі хліба піддавались тортурам у Летичівському ревкомі. Особливу запопадливість у реквізиції у селян хліба виявили Дідик Дмитро, Стрілець Митрофан, Брила Трохим.
Протягом 1921—1922 рр. було здійснено перехід від політики «воєнного комунізму» до нової економічної політики. В цей час було запроваджено помірний прогресивний продподаток, легалізовано приватну торгівлю, підприємництво через оренду тощо. У зв'язку з цим пробудився інтерес людей до праці. В 1919 році селяни села Козачки обрали комісію по розподілу панських земель. В комісію ввійшли: Дідик Дмитро — голова, Стрілець Митрофан — секретар, Рапацький Юзеф. Селяни з великим піднесенням зустріли рішення про розподіл земель. У селі давали по 0,75 га на душу населення. Це була епохальна подія для селян. Але не всі посівні площі були засіяні — у селян не було насіння.. Ця земля передавалася далі по родині, з неї жили — і жили непогано. Земля була в усіх. Не мало значення, займався селянин ремеслом чи ні, але він обов'язково обробляв землю — щоб забезпечити себе їжею. До колективізації абсолютну більшість села становили так звані господарі — вони жили з індивідуального господарства, мали землю, худобу, іноді якесь виробництво на кшталт млин, олійниця, круподерня, просорушка, сушарня, шаповальня, або інше промислове підприємство. Це те, що мала кожна родина. Хтось мав більше, хтось менше, але неп давав можливість заробляти, продаючи надлишки продукції, і люди купували коней, худобу, механізми. В кустарних промислах систематично використовується наймана праця. До ремісників завжди приходили учні, і їх уже називали найманою працею, тому що учень і вчився, і дрова носив тощо.
Варто зазначити, що у 20-ті роки найскладнішою проблемою у Козачках залишались аграрні відносини. Основу їх становило індивідуальне селянське господарство, яке в період непу залишалось традиційною родинною організацією, що ґрунтувалося на сімейному бюджеті і мало спільне господарське виробництво. Кількість дворів, які займалися сільським господарством значно зросла в порівнянні з дореволюційним періодом. Жодне господарство не володіло більше ніж 4-ма десятинами землі. Переважно це були маломіцні середняцькі господарства, однокінні, рідше парокінні, з однією або двома головами великої рогатої худоби. Для обробітку землі переважна більшість селянських господарств змушена була вдаватися до супряг. Жодне селянське господарство не використовувало систематично вільнонайману працю. Переважна більшість справлялася з роботою силами членів своєї родини. Окремі сім'ї середняків обзаводилися високопродуктивною худобою, пасіками, масло бійками, кінними молотарками, січкарнями тощо.
Все ж за роки Радянської влади не вдалося ліквідувати на селі значний прошарок бідняцьких родин, які не мали власного тягла, реманенту, польової землі. Наявність у Козачках на одному полюсі заможніших господарств, які нерідко хизувалися своїми господарськими успіхами, а на другому бідняцьких родин, як правило багатодітних, створювало соціальне напруження у їх взаємовідносинах. До того ж, тогочасна влада свідомо розпалювала ворожнечу між заможною та бідняцькими верствами села. Так, бідноті, як опорі радянської влади на селі, надавалися різноманітні натуральні та грошові позики, її звільняли від податків, перекладаючи на плечі заможнішої верстви села. Крім того, біднота (Савіцький Василь, Колесник Гнат, Ставінога Микита, Савіцький Аврам, Кусторовська Марія, Білоус Іван), в 1920 році об'єдналася в Комітет незаможних селян на чолі з Дідиком Дмитром, які користувалися рядом політичних привілеїв, обіймали керівні посади. «Комнезам, комнезам високеє званіє, надягнуло галіхве іде на собраніє» такі і більш в'їдливі частівки можна було почути у той час у Козачках.
У 1921 році було обрано сільраду. Першим головою сільради став Брила Трохим Станіславович (з 1921 до 1925 року). Сільрада об'єднала 280 дворів з 1200 населенням.
Низьким залишався соціально-побутовий розвиток подільських сіл, у тому числі і в Козачках. Дуже показовими у цьому відношенні є матеріали анкетного обстеження селянських родин, яке було проведене у 1924 році. З них видно, що селянська сім'я в середньому складалася з 5-6 осіб. Як правило, селяни харчувалися тричі на день. Снідали о 6-7 годині, обідали о 12-13 та вечеряли о 20-21 годині. Під час обіду та вечері вживали гарячу страву. Головним харчовим продуктом був житній хліб (пшеничний споживали тільки у святкові дні). Протягом дня на одного дорослого припадало 2-4 фунти хліба. М'ясо (переважно свинину та баранину) споживали дуже рідко, у свята і не частіше 2-3 рази на місяці. Головним видом жирів було сало. Великою рідкістю у раціоні харчування було тваринне масло. 3 анкетного обстеження видно, що в середньому селянська сім'я споживала його не більше як 5-6 фунтів на рік. Яйця вважалися делікатесом і ними переважно харчувалися діти, хворі.. Значно частіше у раціоні харчування використовувалась олія. Приблизно її витрачалось 15-20 фунтів на рік. Харчування дітей та вагітних жінок не відрізнялося віз решти членів сім'ї. Досить істотними були сезонні коливання у харчуванні. Влітку селяни більше споживали молока, овочів, а взимку жирів, картоплі, круп, хліба.
Незадовільними залишалися житлово-побутові умови селян. 99,4 % селянських хат було вкрито соломою. Тільки половина обстежених осель мала підмурку. Головним санітарно-гігієнічним недоліком селянської хати була земляна або глиняна долівка. Біля половини обстежених хат залишалися однокімнатними. В таких помешканнях селянські родини проводили більшу частину доби: спали, працювали, готували їжу, прали білизну. Біля третини хат складалося з кухні та окремої кімнати. Найзаможніші селянські сім'ї жили у хатах, які складалися з двох кімнат та окремої кухні. Жодна селянська хата у Козачках не мала 3 кімнати та окремої кухні. Майже всі селянські хати освітлювалася за допомогою каганця та гасової лампи без скла.
В період непу селянство експлуатувалося державою за допомогою так званих «ножиць цін», при яких зберігались досить, високі ціни на промислові та низькі на сільськогосподарську продукцію. Так, центнер пшеничного борошна в 1926 році коштував 5, а житнього 4 крб., корова 30 крб., а кілограм цукру обходився селянину в 62 коп., метр ситцю 56 коп., а чоботи промислового виробництва 16-18 крб. От і виходило, що за корову селянин заледве міг придбати дві пари чобіт, а за центнер борошна декілька метрів недорогого ситцю. За допомогою такого непаритетного співвідношення цін на промислову та сільськогосподарську продукцію із села викачували хліб, худобу, іншу цінну сільськогосподарську сировину.
Згідно з «Законом про сільськогосподарський податок на 1927/1928 рр.» запроваджувалося підвищене оподаткування прибутків не тільки від землі та худоби, а й від занять городництвом, садівництвом, неземлеробських заробітків. У десятки разів зросли податки на заняття кустарними промислами. Все це змусило, насамперед заможне селянство, рятуючись від непосильних податків різко згортати свою господарську діяльність. До того ж селян змушували здавати хліб за низькими заготівельними цінами. Місцеві Козачанчькі більшовики, а саме: Євич Микола, Колесник Гнат Микитович (голова сільради з 1927 по 1932 рік), Колесник Петро, Калужський Федір, Савіцький Василь, Ставінога Микита; комсомольці Ломачинський Андрій, Рапацький Віктор, Кошелюк Серафим, Войтина Іван, Войтина Дмитро, Колесник Юхим, секретар комсомолу Молостов, за вказівкою центру при здійснені хлібозаготівель, стали на шлях суцільних обшуків та арештів, конфіскації хлібних запасів. У селах часто забирали не тільки хліб, але й насіння, худобу, одяг, подушки.
У 1922 році була відкрита початкова школа в будинку місцевого священика, який у нього відібрали. Першими вчителями були Цюра, Іванков Прокіп, Матвієва Євгенія Євгенівна.
У 1930 році школа стала семирічкою. Директором був Кордонський Яків Миколайович. Учителями були: Матвієва Євгенія, Попіль Володимир, Гуртовенко Поліна, Шітт Віктор, Іщук Марія, Первозванська Євгенія, Гурвіц Самуіл, Шеремет Євдокія. Школа знаходилася у двох будинках: у поповім домі і в будинку поміщика Шпіркана на Червоній. У 1936 році збудували новий будинок на фільварку для демобілізованих червоноармійців, потім його віддали під школу.
У 1928 році розпочато будівництво сільського клубу, яке було закінчене у 1932 році. Для цього було відкрито дві цегельні у селі. У 1927 році в селі було організовано товариство з обробки землі. Цим товариством було посіяно 7 десятин, 8/4 десятин було під толокою. У 1928 році господарство розширилося. Посівна площа збільшилася до 65 десятин і зібрано 300 пудів зерна. В 1929 році колектив складався з 19 сімей, у ньому було 63 чоловіка. Землі вже було 96 десятин. 6 шт. коней, два вози, 3 культиватори.
Відповідно до статті Сталіна «Рік великого перелому». Повсюдно висловлювалися за форсування колективізації. Не став винятком і Летичівський район. На об'єднаному засіданні Козачанської сільської Ради та комнезаму у грудні 1929 року було прийнято резолюцію: "Визнаючи цілком вірною політику Компартії та Радянської влади в справі перебудови сільського господарства на соціалістичній основі, наше село в момент, коли міжнародна буржуазія загрожує соціалістичному будівництву Радянської країни, ухвалило всіма своїми господарствами перейти на суспільний обробіток. 3 усіма підступами наших класових ворогів зірвати соціалістичне будівництво будемо вести рішучу боротьбу. Закликаємо і сподіваємось, що нашому прикладу послідують села району.
На початку 1930 року колективізація у Козачках набрала особливо форсованих темпів, набравши характеру «колективізаторської гарячки». Почалося суцільне усуспільнення землі у тому числі присадибної, корів, свиней, курей, зернофуражних ресурсів. Тим селянам, які добровільно здали в колгосп тягло, реманент виявлялись всілякі почесті. Зокрема, духовий оркестр виконував для них революційні марші. Не рідко під його музику новоспечений колгоспник повертався додому. але без землі, реманенту, тягла. Над селянами, які не бажали вступати до колгоспу, чинилося дике насилля. У 1930 був створений перший колгосп, називався він «Незаможник». Першим головою колгоспу був Потирайло (1930—1931 рр.) потім Чумак Омелян (1932—1933 рр.), кількість членів колгоспу — 50 чоловік. У зимовий період 1930−1931 року партійний осередок більшовиків організував колгосп, що об'єднав 384 господарства, площа землі 1106 га, 88 сіножатей, 133 садиб, 306 коней. Селян, які опиралися колективізації, грабували, виселяли із хати, незважаючи на те, чи багатий селянин, чи бідний. Наприклад Кусторовську Анелію, самітну жінку, з трьома дітьми, було оголошено куркулем. З метою завершити колективізацію у другій половині 1930 року було вирішено запровадити надзвичайно підступний захід: головний тягар в оподаткуванні перекласти на плечі одноосібників, які не бажали вступати до колгоспу, з одночасним наданням пільг в оподаткуванні на п'ять років для колгоспників, у результаті різниця в оподаткуванні цих соціальних груп селянства досягла астрономічних розмірів. Так, у 1931 році з розрахунку на один двір, одноосібник платив податок у 10 разів більший, ніж колгоспник (відповідно 31 та 3 крб.), а заможний селянин у 140 разів — 418 крб. Жителька села Кусторовська Юзина згадувала: «Мій чоловік Кусторовський Герасим не вступив до колгоспу. Через деякий час його викликали у сільраду і довели йому до сплати 21 крб. податку. Для його сплати продали трохи збіжжя, кожух, дерево, яке було приготовлене для будівництва стодоли. Не встигли розплатитись, як прийшло нове повідомлення про сплату чергової суми самообкладання. Довелося продати корову. Не встиг чоловік прийти додому з торгів, як прийшов посильний з сільради і приніс нову позивачку». Отже, альтернативою вступу в колгосп для родини одноосібника було повне розорення або «розкуркулення», як правило з наступним висланням з села.
Невипадково що «піднесення» колективізації наприкінці 1930 року збіглося з новою хвилею «розкуркулення». В Козачках було створено бригаду з розкуркулення. Але так як у селі здавна не було куркулів, то головний удар було спрямовано проти тих, хто не бажав вступати до колгоспу.
Розкуркулення у Козачках розпочалося глухої осені 1930 року. Людей викидали з хат напередодні зими, розвалювали стодоли, клуні, забирали худобу, реманент. Розкуркуленим часто не дозволяли брати теплі речі, а зразу ж вантажили на підводи і відправляли у місця збору висланих. За неповними даними у селі було «розкуркулено» 10 господарства і вислано 60 осіб. Із села були вислані як куркулі: Кошелюк Пентелеймон, Кошелюк Іван, Тимофіїв Олекса, Поляков Дмитро, Дідик Стратіон. Родина Савіцького Юхима не бажала вступати в колгосп. Бригада колективізації на чолі з секретарем комсомольського осередку Плохотнюка розібрала стодолу і розвалила в хаті грубку. Взимку родина залишилася без тепла. Після цього глава багатодітної родини п'ять разів вмуровував грубку, але щораз комсомольці її розвалювали. Нарешті, не витримавши мук, змушений був записатись в колгосп.
В цей період був розгорнутий шалений наступ на релігійні почуття селян, почали безчинствувати гуртки войовничих безвірників, які руйнували храми, плюндрували святині. В с. Козачки в 1932 році було зруйновано церкву на честь «Рождества пресвятої Богородиці» (голова сільської ради Байда Полікарп, голова колгоспу Войтина Селефон), а також був перекинутий гарний мармуровий пам'ятник князю Оболенському Андрію, під ним відкрито склеп, у якому лежав прах князя і забрано всі коштовні золоті і срібні речі. Дерев'яні конструкції, камінь, у тому числі із фундаменту церкви, було використано для будівництва конюшні та комори тутешнього колгоспу. Було розібрано дах, викинуто і спалено на очах віруючих церковний утвар, потрощено орган. При цьому активісти з числа комуністів та комсомольців відкрито глумилися на очах віруючих над святинями, виявляючи, за свідченнями очевидців справжнє дикунство. Отже, церква, яка простояла майже два століття і виявились НЕЗНИЩЕНОЮ в період повстань, різних війн, впала перед немилосердним більшовицьким наступом на релігію.
В 1991 році розмовляючи з селянами похилого віку про голод 1933 року, намагались підрахувати, скільки в нашому селі померло людей з голоду — дорослих і дітей. Переходячи в думці від хати до хати, ми нарахували більше 20 чоловік. Слід додати, що наше с. Козачки ще не було у гіршому становищі за інші села. Голод був створений штучно, навмисне, з політичною метою. Ніколи в Україні не було такого мору як у 1933-му році. Та і як йому бути на такій благодатній землі?! Якщо траплявся недорід хліба, то родило щось інше. Люди не доїдали, було сутужно, але так не мерли. Навіть у 1921 голодному році у нас в селі ніхто з голоду не помер. Як же це було зроблено? Восени 1932 року селом роз'їжджали так звані червоні валки. Це декілька підвід із червоним прапором попереду, на підводах — активісти з Комнезаму, більшовики, комсомольці — всі озброєні довгими залізними щупами. От зупиняється валка проти якого-небудь двору, і юрба чоловік із десяти суне в хату: «Хазяїне, давай лишки!» — «Та де ж у мене ті лишки. Вчора останнє одвіз на станцію».
Тоді починають шукати, довбають ключками комин, припічок, долівку в хаті, лізуть на горище, під піч, взагалі шастають, де тільки можна. Витрушують із вузликів, з оклунків усе те насіння, що жінки залишають для сівби.
По хатах скрізь тужба, крик. Люди просять залишити хоч що-небудь для дітей. Ті відповідають, що в колгоспі дадуть. Хто пробував закопувати, то як знаходили, то віддавали під суд. Мало кому вдавалося що-небудь приховати. Зиму люди перебивалися сяк-так: пекли маторженики з картопляних лушпайок, варили квасолю, а на весну і того стало не вистачати. З'явилися пухлі, виснажені, як тіні, люди, що в пошуках якої-небудь їжі ледве плутали ногами. Що тоді робилося: їли котів, собак, жаб, дохлих коней. Коні тоді теж дуже падали, але чому — не можна пояснити.
Розпочалася смертність. Голодні помирали будь-де: в полі, на дорозі, вдома. На підґрунті голоду виникали різні антиморальні вчинки:, грабежі, різанина. Люди втрачали свою подобу. Для тих, хто міг як-небудь добратися на роботу (яка вже там робота) видавали талони на затірку.
Діти паслися в калачиках і спориші і там же їх часто знаходили мертвими. Їли рогозу, а пізніше — цвіт акації. Для збирання і захоронення мертвих були виділені спеціальні люди, за це їм платили: трудодень і скількись грамів хліба за кожного замореного. Дітей, що залишалися сиротами, забирали в так звані патронати, і хоч їх там підгодовували, смертність не припинялася. Для декого вже було запізно.
Після першого укосу, десь у липні, стали видавати зерно і водночас виник новий спалах смертності. Але це вже були останні, хто на голодний шлунок допався до хліба, а саме: Мартинюк Михайло, Мартинюк Прокіп, Дідик Олексій, Дідик Степан Бізінський Мефодій, Калінський, Ільчишин Михайло, Ільчишин Ясько, Кошелюк Олександр, Паславський Корній і його син Профір.
Обидва Дідики рідні брати. За свідченням Мартинюк Олени вона принесла їм молока. Хлопці вже лежали, не могли ходити. Вона побачила, що в Олексія пальці на руках були без нігтів. Олена запитала, що з пальцями. Хлопець відповів, що дуже хотів їсти і помаленьку обгриз їх. Увечері Олексій помер. Мартинюк Олена мала три малолітніх сини. З свого городу вона зібрала мішок ячменю, який стояв у хаті. Бригада з заготівлі хліба прийшла до неї, зробила обшук у всьому господарстві, забрала цей мішок ячменю. Повитрушувала з горшків квасолю і після цього голова колгоспу Войтина Селифон сказав: «а тепер ви виздихаєте, як руді миші». Троє дітей стояли, притулившись до мами, злякано спостерігали за тим що діялося. Ці хлопчики весною ходили городами із сапою, шукаючи мерзлу картоплю, а пізніше рвали листя з липи, з глоду, щоб якось харчуватися. Вони вижили, виросли. 1933 року йшла війна проти власного народу.
В селі знаходилось багато чужих людей, а наші сільчани десь померли, бо багато збрело із села тоді, і по цей день ні слуху, ні духу про них. Досі пам'ятає дехто, як на одному з нарядів голова колгоспу Войтина Селифон кричав: «Не давати йому гречаної полови на маторженики — він учора не був на роботі!» Ось як забезпечували тоді трудівників ланів. А при викачці хліба, як забирали усе під мітлу, казали, що колгосп — ось ваша надія, а хліб і не потрібен.
Перші колгоспні будівлі з'являються у 1932 р. З 1932 р. по 1935 р. було збудовано дві дерев'яні конюшні, закладено фундамент під цегельний магазин для збереження зерна. Навесні 1931 р. селяни вперше побачили трактор. Це був американський трактор «Уитер». Його прислала Вовковинецька МТС для допомоги колгоспникам. Згодом, коли була утворена Летичівська МТС сільськогосподарські машини колгосп отримував з Летичіва.
У 1935 році колгосп був перейменований на колгосп імені С. М. Кірова на честь його пам'яті. Головою колгоспу обрано Колесника Петра Лук'яновича, головою сільради-Співак Євдокію.
З кожним роком життя населення ставало кращим, заможнішим. Якщо в перші роки існування колгоспу середній врожай у колгоспі становив 8 — 10 центнерів з гектара, то в 1939 р. досяг майже 15 центнерів з гектара. В 1938 р. у селі з'являється перша автомашина «газік», водієм якої був Савіцький Тодос. В 1940 р. колгосп придбав ще одну машину «АМО — 3». До 1941 р. колгоспники більше займалися вирощуванням зернових культур, тваринництво ж розвивалося повільно. В колгоспі було лише 25 корів та близько 200 свиней. Тягловою силою в колгоспі були коні, але використовувались в невеликій кількості. Більшу частину оранки проводили тракторами Летичівської МТС. Вона ж допомагала і в збиранні врожаю.
Відомий в історії 1937 рік не обійшов і села Козачки. Так, 6 чоловік було репресовано, це: Брила Трохим, Корній, Колесник Никанор, Поляков Дмитро, Кошелюк Пантелій, Шараварко Іван. У 60-х роках прийшли на них документи, що вони не вороги і їх реабілітували.

### Німецька окупація 1941—1944 роки
22 червня 1941 р. населення села було розбуджене громом від фашистських снарядів, а 18 липня німецькі солдати з'явилися у селі. Від розривів німецьких снарядів було спалено три хати. Наводячи «нові» порядки німці спочатку розігнали колгосп, замість нього створили общинне господарство. В общинному господарстві окупанти встановлювали рабсько-кріпосні порядки. вони примушували селян щодня, від зорі до зорі працювати в полі або відбувати транспортні повинності. Окупанти категорично забороняли видавати селянам за роботу в общинних дворах пшеницю і жито. Німці відправляли все зерно до Німеччини. вони оподаткували селян чисенними грошовими й натуральними податками. Селяни повинні були здавати молоко, м'ясо, яйця, сплачувати податки навіть за собак. продавати продукти харчування на базарах заборонялося. В перші дні окупації гітлерівці закрили школу. Старостою під час окупації був Швидун Яків, а головою загального двору — Ільчишин Оверко.
За період окупації до Німеччини насильно вивезли 120 чоловік. Багато з них загинули в неволі. В Німеччині гітлерівці використовували невільників для важких робіт, а годували хлібом випеченим з каштанового борошна і гнилої капусти. Ось наприклад виписка із наказу № 52 шефа. «… районні шефи повинні виділяти для відправки в Німеччину здорову і працездатну силу віком від 16 до 45 років, бажано холостяків. Ніхто не має права відмовлятися від поїздки до Німеччини за сімейними, соціальними та іншими причинами».
В лісах, що оточують село діяли невеликі партизанські загони Вінницького підпільного обкому. Вони восени 1942 р. і влітку 1943 р. займали село, розбивали магазин з зерном, роздавали зерно і продукти населенню, проводили агітаційну роботу. Після обох нальотів партизан в село прибув німецький каральний загін. Німці ходили по хатах, забирали зерно та інші продукти, били людей. За три роки свого тимчасового господарювання німецькі загарбники нанесли колгоспу і населенню села величезних збитків. Вони обраховуються сумою 7273600 карбованців в тодішніх грошах. Громлячи ворога Червона Армія визволила село Козачки 24 березня 1944 р. У березні 1944 року в селі відбулася мобілізація всіх чоловіків, які здатні тримати зброю в руках. Всіх їх без підготовки і без зброї направили до Тернополя, де майже всі вони загинули. Вважаю, (спогади Бачинського, який залишився живим), що на Тернопіль не потрібно було йти великими силами, оскільки німців у місті було мало. Можна було тримати їх у блокаді і з часом вони б самі здалися. Командування військ невміло воювало у боях за Тернопіль і довело свою неспроможність керувати військовими діями при такій тактичній обстановці. Який полководець запустить у вузькі вулички міста важкі танки, де маневреність була зведеною до нуля? Тільки невіглас військової справи міг розстрілювати будинки, церкви, синагоги, коли там практично не було нікого, а якщо були кілька німецьких кулеметників, то значної зброї у їх розпорядженні не було. У результаті — тисячі й тисячі загиблих червоноармійців, не навчених військовій справі, погано облаштованих і озброєних.

### Відбудова
Після звільнення села від німецьких загарбників голова райвиконкому Немченко П. П. відкликав Криськова Андрія Йосиповича з строю на мобілізаційному пункті і запропонував стати головою колгоспу в Козачках. Колгоспники почали відбудовувати зруйноване господарство. Сіяти не було чим, орати — нічим. Люди потроху позносили зерна, позводили коней і посівну компанію навесні провели нормально. Було засіяно всі поля, сіяли вручну, бо була тільки одна сівалка. Відремонтували будинки і побудували нові укомплектовані тваринницькі ферми. Землю обробляли кіньми, роботу з догляду за сільськогосподарськими культурами виконували вручну. Чоловіків у селі не було. Усі роботи виконували жінки і підлітки, вони косили, молотили, возили, а молотьбу зернових проводили цілу зиму на машині молотарці. Урожайність становила 8-10 ц/га. Крім того багато юнаків було примусово відправлено на відбудову Донбасу. В 1944—1945 рр. було багато зроблено для відбудови закладів культури, народної освіти, охорони здоров'я. Так у селі відкрито сільський клуб, яким завідував Прокопов Петро Кіндратович. 1 вересня була відкрита школа, директором якої була Кошелюк Анастасія Григорівна. Відкрили медпункт, завідувачем став Леськов Іван. Почала працювати кооперація, керувала якою Ягнійчук Олена, працювала бібліотека завідувала якою Колесник Галина Григорівна.
Із села брало участь у війні 297 чоловік. З них були офіцерами 8 чоловік, сержантами — 13, рядовими — 276. Повернулися з війни 118 чоловік, загинули на війні 179 чоловік. Із 118 чоловік 27 стали інвалідами. З них 1 групи — 3, другої — 17, третьої — 7 чоловік.
Після війни залишилися вдовами 62 жінки. Майже всі учасники війни нагороджені орденами і медалями. Колесник Петро Лукянович до війни був головою Сільської Ради, у період війни був на фронті, двічі поранений. Повернувся додому в 1944 р. і привіз з собою печатку сільради, яку возив всю війну і вручив її голові сільради Черняховичу К. Ц.
Село загоювало рани нанесені війною. Працьовитість людей, хороше керівництво обумовили подальший розвиток села. В 1946 р. збудували дизельну електростанцію потужністю 25 кВт. Вона обслуговувала клуб, Сільську Раду та частину житлових будинків колгоспників. В 1950 р. побудували міжколгоспну гідроелектростанцію потужністю 125 кВт на річці Вовк. Вона повністю обслуговувала потреби господарства і колгоспників. Економічно зміцнюватись громадське господарство. В результаті об'єднання колгоспу ім. Кірова села Козачки, колгоспу ім. Леніна села Анютино та колгоспу «Прогрес» було утворено колгосп ім. Кірова. Центральна садиба розміщувалася в селі Козачки. За колгоспом закріплено 3297 га землі, з них: орної 1956 га, саду 88,6 га, вигонів 282,3 га, лісу 429,9 га інші землі 137,4 га. Застосування потужної машинної техніки дало можливість частину непридатних земель освоїти і за їх рахунок збільшити кількість орної землі, саду, лісу. За останні роки покращилась механізація, підвищилась продуктивність праці, знизилась собівартість одиниці продукції, зросли прибутки колгоспу, підвищився матеріальний рівень колгоспників. Якщо порівняти наслідки господарювання за 10 років (перше січня 1953 р. — перше січня 1963 р.), то матимемо таку картину:
- Неподільні фонди 85817 і 355764
- Валовий збір зернових 9149 цн. — 17098 цн.
- Середній урожай зернових 9 цн. — 15,3 цн.
- Прибутки 143415 крб. — 275655 крб.
- Оплата праці грошової 0,02 крб. — 0,3 крб.
- Натуральна оплата 0,8 кг. — 1 кг.

Після реорганізації МТС колгосп придбав необхідну техніку і поповнив її необхідними машинами, саме: 13 фізичних тракторів (1987 р. — 34 трактори), 5 зернових(1987 р. — 13 комбайнів) і два бурякових комбайни, 2 силосних комбайни (1987 р. — 3 силосних комбайни), 11 вантажних автомашини (1987 р. — 25 автомашин), у 1987 р. з'явився картоплезбиральний комбайн, млин, лісопилка, цегельний завод. На машинах з обробітку ґрунту працює 34 механізатори, 11 шоферів. Для догляду за посівами та збиранню врожаю колгосп забезпечений повністю. Трудомісткі роботи в тваринництві механізовані. Воду на ферми та у село постачають при допомозі водопроводу. Обладнана нова кормокухня є підвісна дорога доїльні установки. В 1952 р. колгосп закупив радіовузол і в хатах колгоспників голосно залунали радіоприймачі. З 1968 р. село Козачки приєднано до районної радіосітки. В кожній хаті горить електрична лампочка, які засвічує Добротворська державна електростанція. З медичних установ в селі працює тільки медичний пункт. В 1963 р. розпочато будівництво родильного будинку, яке було завершено в 1964 р. і в наш час[коли?] використовується як дитячий садочок. За останні 10 років село майже повністю змінило своє обличчя — майже щороку по 10 — 15 сімей колгоспників святкує новосілля. Нові хати просторі, світлі на дерев'яних полах, криті черепицею або бляхою. В індивідуальному будівництві велику допомогу колгоспникам надає правління колгоспу, яке виділяє для цього матеріали, цеглу, цемент та інші будівельні матеріали.
У післявоєнний період в селі було відновлено неповну середню школу, яку у 1951—1952 рр. перетворена в середню школу. У 1963—1964 рр. в середній школі працювало 24 вчителі з яких 9 мали вищу освіту, 6 незакінчену вищу освіту. В школі навчалося 317 учнів. З 1958 р. в школі запроваджено виробниче навчання за сільськогосподарським профілем. Разом з атестатом зрілості учні одержували посвідчення про одержання сільськогосподарської професії. В минулому в селі працювало три цегельні на місцевій сировині (в урочищі «Млинок», біля Брильського ставка, біля Івана Сердюка). В 1963 році на території села почали будувати цегельний завод, який вступив в дію на повну потужність в 1964 році. Це перший завод на території села. Будувався він бригадою колгоспників, яку очолював Криськов Андрій Йосипович — людина хоч і без спеціальної освіти, але з великим життєвим досвідом. На той час цегельний завод працював на повну потужність, випалюючи на рік по 950 тисяч цегли, що приносило великий дохід колгоспу.
Сільський клуб в селі було побудовано ще у першу п'ятирічку. У післявоєнний період він був відремонтований і обладнаний новим інвентарем. При клубі працює стаціонарна кіноустановка, населення має можливість переглядати кінофільми чотири рази на тиждень. В клубі є кімната гурткової роботи звідки часто можна почути весели спів. В кімнаті можна послухати радіо, подивитися телевізор, пограти в шахи та доміно. У післявоєнний період була відкрита бібліотека, яка на перше січня 1968 р. нараховувала 12450 примірників книг, багато журналів та газет. Вона обслуговувала 850 читачів. Велика бібліотека є і при середній школі. На сьогоднішній день працює баня побудована ще в 1966 р. Збільшились доходи колгоспу та самих колгоспників. Станом на 1967 рік в селі було 35 мотоциклів, 250 радіоприймачів, 70 телевізорів, 5 пральних машин і багато інших цінних речей. У 1987 р. у будинках колгоспників налічувалося близько 285 газових установки.
Вся історія радянської влади — це неперервний ланцюг знущань над селом: розкуркулювання і колективізація, нееквівалентний обмін, безпардонне мотивування органів влади коли і що сіяти, малі заробітки колгоспників, великі податки. Наприклад колгоспний двір, який мав від 0,25 до 0,50 га землі платив такі податки: за землю — продподаток — 800 крб., здати м'яса 40 кг, здати молока — 250 літрів, здати яєць — 300 штук, платити за одну сотку садка — 140 крб., сплатити позику від 400 до 800 крб., здати картоплі — 2-2,5 ц. Колгоспник отримував мізерний заробіток. Колгосп розраховувався з колгоспниками в кінці року. Колгоспники паспортів не мали. Це означало, що вони не мали права покинути село. Селяни намагалися залишити колгосп і поїхати на заробітки. Якщо колгоспник влаштовувався на роботу в місті, то колгосп мав право його відкликати, в іншому випадку у нього забирали город.

### Незалежна Україна
12 червня 2020 року, відповідно до розпорядження Кабінету Міністрів України № 727-р «Про визначення адміністративних центрів та затвердження територій територіальних громад Хмельницької області», увійшло до складу Летичівської селищної територіальної громади.
19 липня 2020 року, в результаті адміністративно-територіальної реформи та ліквідації Летичівського району, село увійшло до складу новоутвореного Хмельницького району.

## Уродженці
- Максюта Анатолій Аркадійович (* 1963) — український державний діяч. В. о. міністра економічного розвитку і торгівлі України (2014).